# Condado de Texas (Oklahoma)

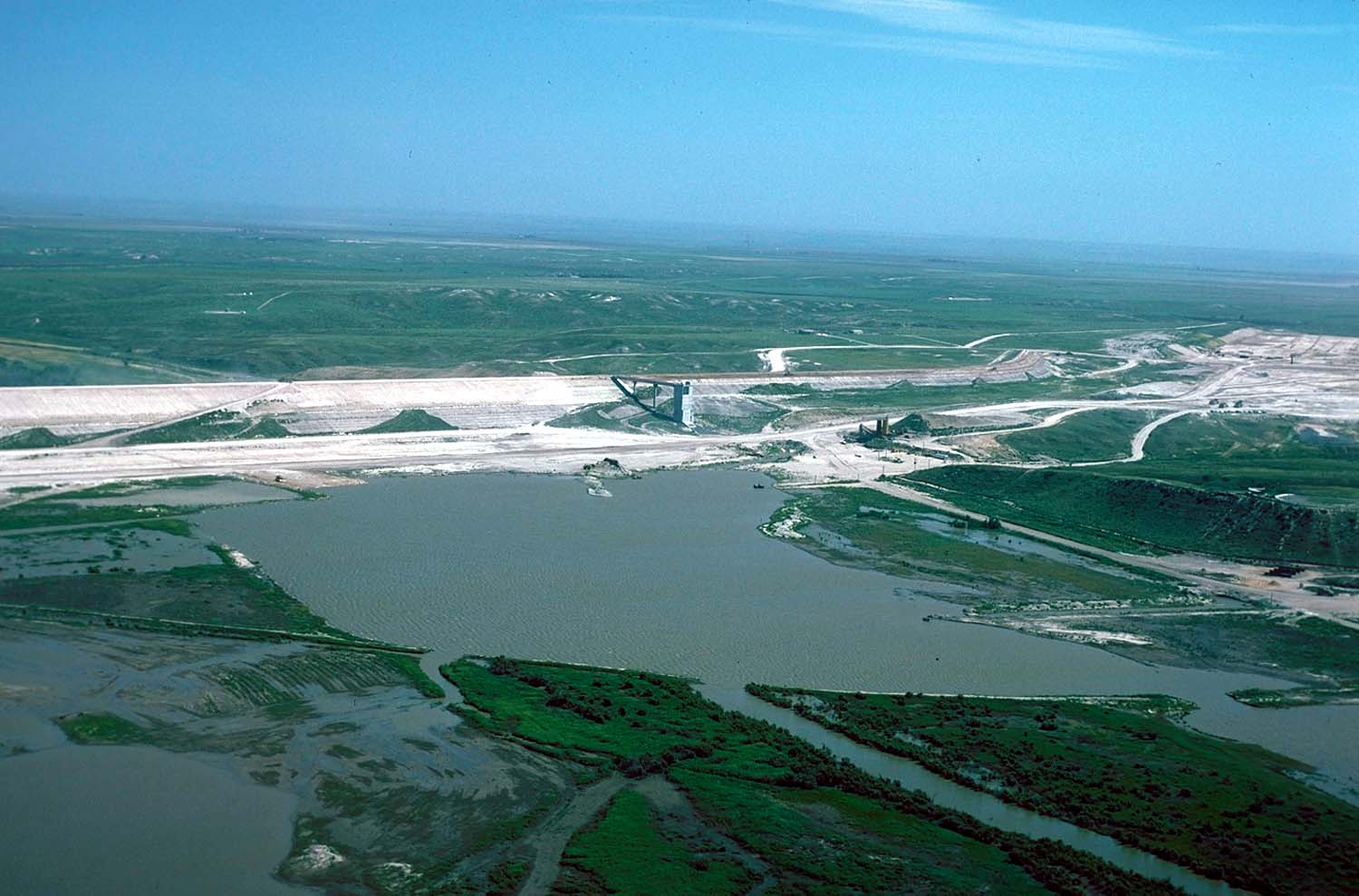
Lago en el espacio protegido de Optima.

El condado de Texas (en inglés: Texas County), fundado en 1907, es un condado del estado estadounidense de Oklahoma. En el año 2000 tenía una población de 20.107 habitantes con una densidad de población de 4 personas por km². La sede del condado es Guymon.

## Geografía
Según la oficina del censo el condado tiene una superficie total de 5306 km² (2048,6 mi²), de los que 5276 km² (2037,1 mi²) son tierra y 30 km² (11,6 mi²) (0,57%) son agua.

## Condados adyacentes
- Condado de Beaver - este
- Condado de Ochiltree - sureste
- Condado de Hansford - sur
- Condado de Sherman - suroeste
- Condado de Cimarron - oeste
- Condado de Morton - noroeste
- Condado de Stevens - norte
- Condado de Seward - noreste

## Medios de transporte

### Principales carreteras y autopistas
- U.S. Autopista 54
- U.S. Autopista 64
- U.S. Autopista 412
- Autopista estatal 3
- Autopista estatal 95

### Aeropuerto
El aeropuerto municipal de Guymon permite el transporte de viajeros y mercancías.

## Demografía
Según el censo del 2000 la renta per cápita media de los habitantes del condado era de 35.872 dólares y el ingreso medio de una familia era de 42.226 dólares. En el año 2000 los hombres tenían unos ingresos anuales 26.991 dólares frente a los 20.404 dólares que percibían las mujeres. El ingreso por habitante era de 15.692 dólares y alrededor de un 14.10% de la población estaba bajo el umbral de pobreza nacional.

## Ciudades y pueblos
- Guymon
- Hooker
- Goodwell
- Hardesty
- Optima
- Texhoma
- Tyrone

## Espacios protegidos
Dispone del Optima National Wildlife Refuge que tiene extensas praderas.